# Romina Bressan
Romina Bressan, talijanska automobilistica, koja se natjecala u hrvatskim natjecanjima. Članica AK Buzet Autosport.  Bila je 2018. na Grobniku u HAKS-ovom kupu Formule driver pobjednica u konkurenciji vozačica i te je godine bila ukupna pobjednica sezone u konkurenciji vozačica. Triput je uzastopce bila najuspješnija vozačica u HAKS-ovom kupu Formule driver, 2016., 2017. i 2018.godine. Godine 2018. u konkurenciji s muškarcima bila je treća u ukupnom poretku HAKS-ova kupa Formule driver u klasi 9, od čega je dvaput bila treća i dvaput četvrta. U konkurenciji vozačica na istom natjecanju 2018. četiri je puta bila najbolja i jednom druga. Godine 2019. bila je peta u ukupnom poretku Formule driver u klasi 9, od čega je jednom bila četvrta, a od boljeg plasmana u ukupnom poretku ostala je zbog nenastupanja u utrci na Limskom kanalu i odustajanja na Grobniku. Veljače 2019. AK Buzet Autosport dodijelio joj je posebno priznanje kao zaslužnoj pojedinki.